# Himatanthus attenuatus
Himatanthus attenuatus är en oleanderväxtart som först beskrevs av George Bentham, och fick sitt nu gällande namn av R. E. Woodson. Himatanthus attenuatus ingår i släktet Himatanthus och familjen oleanderväxter.

## Underarter
Arten delas in i följande underarter:
- H. a. malongo
- H. a. obtusifolius